# 統治章典
統治章典（とうちしょうてん、英: Instrument of Government）とは、かつて清教徒革命期のイングランド共和国で制定された法律である。イギリス史上初の成文憲法として1653年12月16日に公布されたが、議会の承認を得られず3年余りで廃止され、謙虚な請願と勧告に取って代わられた。

## 内容
ニューモデル軍幹部で司令官オリバー・クロムウェルの腹心ジョン・ランバートを中心とした将校会議が『建議要目』と『人民協定』を参考にしながら1653年9月から11月にかけて作成、12月16日に公布、同時にクロムウェルが終身の護国卿に就任し護国卿時代が開始された。内容は全42条からなる。
- イングランド・スコットランド・アイルランドの各共和国は唯1人（護国卿）と議会によって統治され、立法と行政を共有する。
- 国務会議は22名に定められ、指名権は護国卿と議会が持つ。任期は終身。
- 護国卿の立法・行政活動には国務会議が参画、議会閉会中の軍事・外交の同意も求められる。後任護国卿指名権も持つ。
- 議会が可決した法案は護国卿の同意が必要だが、20日の期限を過ぎた場合は自動的に成立する。
- 議会閉会中は護国卿単独で立法可能だが、議会の同意が必要なため暫定的な処置に過ぎない。
- 王党派は選挙権および被選挙権を剥奪されるが、1641年から数えて12年間までであり、以後は回復される。
- 議会はイングランド・ウェールズを合わせた400議席、スコットランド・アイルランドを合わせた60議席、合計460議席で構成される。議員任期は3年、議会開会期間は5ヶ月。
- 選挙区は改定され選挙権は200ポンド以上の動産・不動産所有者に与えられる。
- 選挙で選ばれた議員は政府を変更する権限を持たない。権限は護国卿と議会にある。
- 議員は「世に清廉なる者として知られ、神を畏怖し、談義に長けた人物」でなければならない。
- 護国卿は3万人の常備軍（陸軍）および海軍の保有が認められる。また軍事費2万ポンドが認められる。
- 議会は予算審議が臨時支出のための課税にのみ必要とされる。
- 信仰の自由が認められる。ただしカトリック教会とイングランド国教会は例外。

## 経過
ベアボーンズ議会解散後、次の政権構想を既に考案していたランバートにより統治章典に基づいた護国卿時代が始まり、イングランド共和国は護国卿クロムウェルと議会が共同統治する政治形態と定められた。クロムウェルは王ではないが軍事・外交・官吏任免権が与えられ王同然の立場に置かれる一方、立法・行政は護国卿・議会・国務会議が互いにチェックし牽制し合う均衡状態が取られた。しかし実際は議会の権限が弱く、曖昧な項目を利用した政府の議員排除が規定され、自由な選挙を理想としながらも反対派選出を恐れた政府により選挙資格と議員の権力も制限がかけられ、国務会議はクロムウェルの諮問機関として権勢を振るい、比重が護国卿に傾く体制では議会が反対することが予想された。
1654年9月3日に第一議会が開会されると、案の定議会は統治章典の内容を批判し改定を要求、開会前にクロムウェルと国務会議が制定した諸法は無視され、法案作成より政争が中心となった議会は混乱するばかりであった。クロムウェルは妥協を図り統治章典の4つの基本的項目（護国卿と議会の共同統治・議会常設化の抑制・信仰の自由・護国卿と議会の共同の軍統帥権）以外は変更しても良いと提案したが一向に改善は見られず、1655年1月22日にしびれを切らしたクロムウェルにより議会は解散された。統治章典は議会に承認・批准されず政府の正統性は保証されなかったばかりか、支持層が中産階級だけの政府は共和主義勢力や王党派の反乱陰謀に脅かされた。
クロムウェルら政府は軍政監設置で反対派検挙と軍の支配を試みたが、反発が強まるばかりで財政難もあり、1656年9月17日に第二議会を召集せざるを得なかった。そこで体制回帰が唱えられて、1657年にクロムウェルの王即位と統治章典廃止に伴う新憲法制定の提案が議会にかけられ、クロムウェルの拒否で王即位はなかったことにされたが新憲法制定は可決、統治章典は廃止され5月25日に謙虚な請願と勧告が成立、王政のほとんどが復活した体制回帰で改めて護国卿と議会の権力均衡が図られ、政権は王政に近い状態で存続した。